# Церковь Воздвижения Святого Креста (Барановичи)
Церковь Воздвижения Святого Креста (бел. Касцёл Узвіжання Святога Крыжа) — католический храм в городе Барановичи, Брестская область, Белоруссия. Относится к Западно-Барановичскому деканату Пинского диоцеза. Памятник архитектуры, построен из дерева в 1924 году.

## История

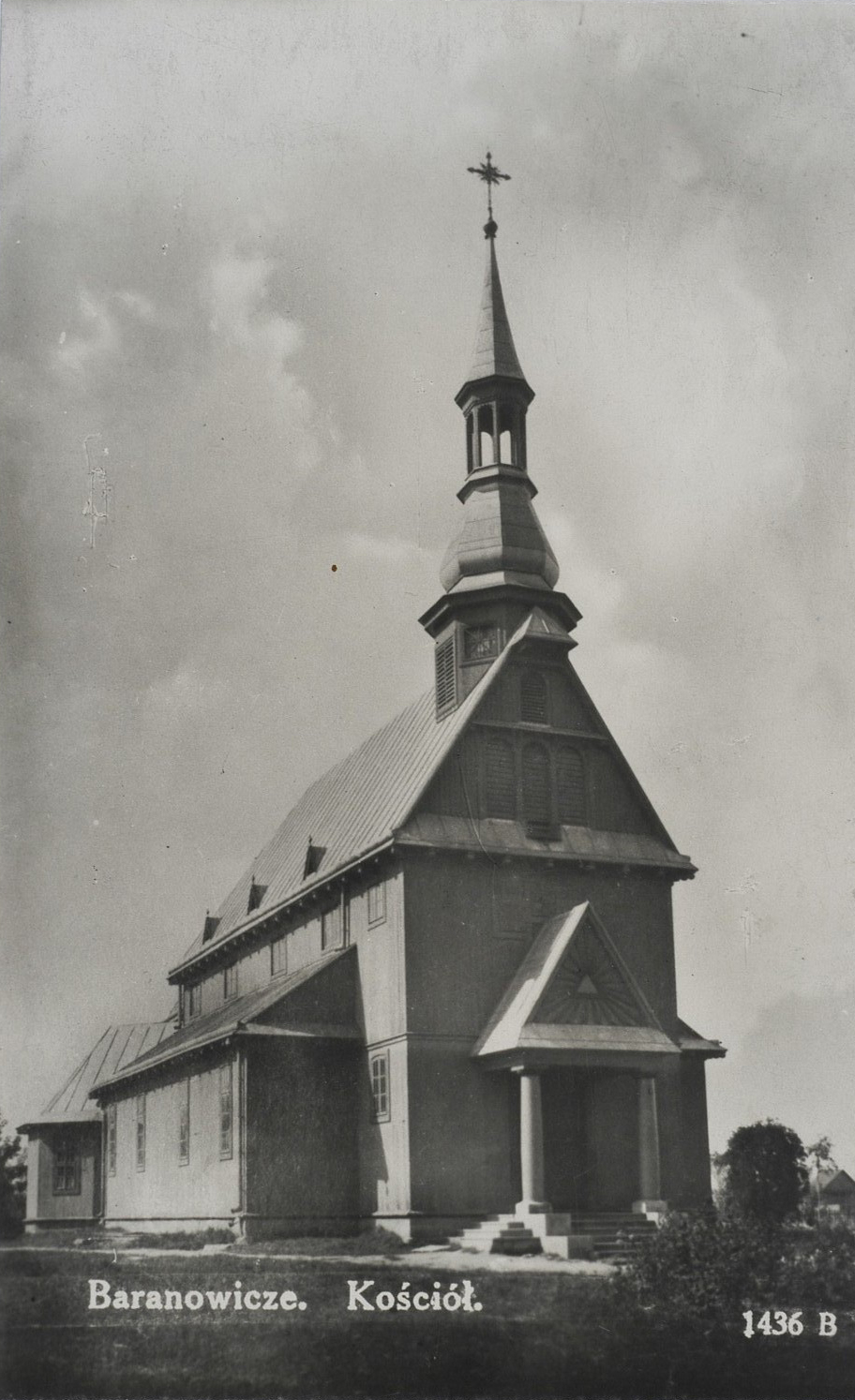
Храм вскоре после постройки на почтовой открытке

В начале XX века католики Барановичей подавали прошения о разрешении строительства католического храма, однако власти Российской империи такого разрешения не дали. На католическом кладбище рядом с могилой Альжбеты Розвадовской, жены Яна Розвадовского, была устроена небольшая деревянная часовня, где периодически проводил службы священник из Новой Мыши.
После перехода Барановичей в состав Польши было решено вернуться к вопросу о строительстве католического храма. Деревянный костёл был построен в 1924 году, 18 октября 1925 года он был освящён епископом Зигмундом Лозинским в честь Воздвижения Креста Господня.
Предполагалось, что в скором времени церковь перестроят в каменный. Но потом среди прихожан возникла идея строительства большого каменного храма в центре города, фундамент которого заложили на пересечении улиц Мицкевича и Кохановского (ныне площадь Ленина). Но из-за трудностей финансирования и экономического кризиса, строительство не было закончено. Костел Воздвижения Святого Креста также остался деревянным.

## Архитектура
Храм построен в эклектическом стиле, в композиции использованы приёмы готики, барокко и классицизма. Воздвиженский храм — прямоугольное в плане здание, без трансепта. Внутреннее пространство поделено на три нефа, центральный неф переходит в пресвитерий и пятигранную апсиду. Главный неф накрыт двускатной крышей в которую над главным фасадом врезан восьмериковый барабан с фигурной башенкой. С юга к алтарной части пристроена невысокая ризница, нарушающая симметрию здания. Главный вход оформлен портиком с высоким треугольным фронтоном.

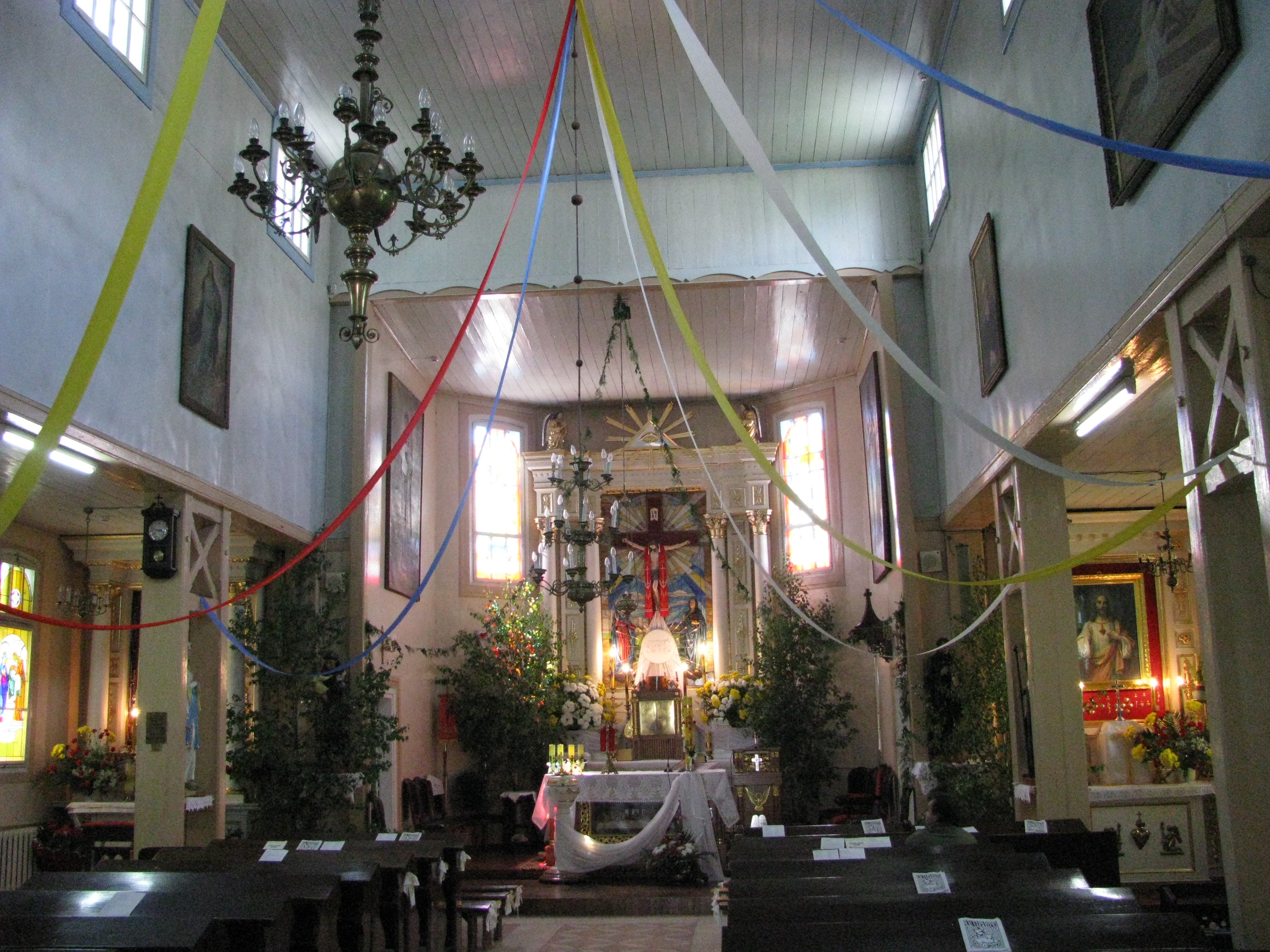
Интерьер храма

Храм включён в Государственный список историко-культурных ценностей Республики Беларусь.